# Višegrad, Madžarska
Višegrad (madžarsko Visegrád; nemško Plintenburg; latinsko Pone Navata ali Altum Castrum; slovaško Vyšehrad) je grajsko mesto v županiji Pešta na Madžarskem. Je severno od Budimpešte na desnem bregu Donave v Donavskem okljuku. Leta 2010 je imelo 1864 prebivalcev. Mesto je mesto ostankov zgodnjerenesančne poletne palače madžarskega kralja Matije Korvina in srednjeveške citadele.

## Etimologija
Ime Višegrad je slovanskega izvora in pomeni akropola, dobesedno 'zgornji grad' (grad s privilegiranim položajem) ali 'zgornje naselje'. V sodobni slovaščini in češčini je oblika Vyšehrad. 
Grad Višegrad se v madžarščini imenuje Fellegvár (citadela), v nemščini se mesto imenuje Plintenburg. Nemško ime Plintenburg ali Blendenburg naj bi izhajalo iz čudovitega razgleda, ki ga človek ima z gradu in je s tem pogledom 'zaslepljen'.
Del Prage-zgodovinska utrdba na Vltavo se prav tako imenuje Višegrad (Vyšehrad).
V Bosni in Hercegovini je mesto z istim imenom, Višegrad, znano po mostu Mehmeda Paše Sokolovića.

## Zgodovina
Višegrad se prvič omenja leta 1009 kot naselje in sedež arhidiakonije. Po uničujoči invaziji Mongolov na Evropo leta 1242, je bilo naselje obnovljeno na drugem kraju, bolj proti jugu. Madžarski kralj Karel I. je Višegrad, svoj rodni kraj, leta 1325 razglasil za prestolnico Madžarske. Istočasno je bil njegov diplomat Štefan Sáfár imenovan za kaštelana.
Leta 1335 je v Višegradu Karel dva meseca gostil in imel kongres s češkim kraljem Ivanom Luksemburškim ter poljskim kraljem Kazimirjem III. Ta kongres je bil ključnega pomena pri ustvarjanju miru med tremi kraljestvi in zagotavljanja zavezništva med Poljsko in Madžarsko proti habsburški Avstriji. Drugi kongres je sledil leta 1338. 
Sigismund Luksemburški, cesar svetega rimskega cesarstva in kralj Ogrske in Hrvaške v personalni uniji z Madžarsko, je dal preseliti kraljevi prestol v Budo v letih 1405−1408. Kralj Matija Korvin je palačo v Višegradu uporabljal kot dvorno rezidenco.
Višegrad je izgubil pomen po razdelitvi Kraljevine Ogrske po bitki pri Mohaču leta 1526. Leta 1529 so ga zavzeli Osmani pod Sulejmanom Veličastnim. Leta 1532 je kralj Ivan Zapolja oblegal Višegrad in ga zavzel. Leta 1540 je po smrti Zapolje habsburški general Leonhard Fels zavzel mesto, pa tudi Vác, Pešto, Tato in Székesfehérvár. Ker je mesto ogrožalo komunikacijske linije med Budimom in Esztergomom, ga je Yahyapaşaoğlu Mehmed Paša iz Budima zavzel leta 1544 (verjetno 23. aprila, pred 10. majem).
Od leta 1991 so vodilni politiki Madžarske, Češkoslovaške in Poljske tukaj organizirali redne forume med državami t. i. višegrajske skupine, z namerno simboliko na zgodovinsko srečanje iz leta 1335.
Višegrad je mestne pravice dobil leta 2000.

## Znamenitosti

### Gornji grad
Po mongolski invaziji sta kralj Béla IV. Ogrski in njegova žena dala v 1240-ih in 1250-ih zgraditi nov sistem utrdb v bližini tistega, ki je bil prej uničen. Prvi del novega sistema je bil Gornji grad na vrhu visokega griča. Grad je bil zasnovan v trikotnem tlorisu in je imel na vogalih tri stolpe. V 14. stoletju, v času anžuvinskih kraljev na Ogrskem, je grad postal kraljeva rezidenca in so ga razširili z novo kurtino in stavbami palače.
Okoli leta 1400 je dal kralj Sigismund Luksemburški zgraditi tretjo kurtino in povečati stavbe palače. Konec 15. stoletja je dal kralj Matija Korvin prenoviti notranjost. Gornji grad je služil tudi za hrambo madžarskih kraljevih insignij med 14. stoletjem in letom 1526. Leta 1544 je Višegrad zasedlo Osmansko cesarstvo in je razen kratkega obdobja v letih 1595–1605 ostal v turških rokah do leta 1685. Grad so Turki močno poškodovali in kasneje ni bil več uporabljen.
Grad je zdaj odprt za javnost.

### Spodnji grad
Spodnji grad je del utrdbenega sistema, ki povezuje Gornji grad z Donavo. V njegovem središču se dviga Salomonov stolp, velik, šesterokoten stanovanjski stolp iz 13. stoletja. V 14. stoletju so okoli stolpa zgradili nove kurtine. Med turškim vpadom leta 1544 se je južni del stolpa porušil. Njegova prenova se je začela šele v 1870-ih in je bila končana v 1960-ih.
Trenutno so v stolpu razstave, ki jih je postavil Muzej kralja Matije (Mátyás Király Múzeum) iz Višegrada. Razstave predstavljajo rekonstruirane gotske fontane iz kraljeve palače, renesančno kiparstvo v Višegradu in zgodovino Višegrada.

### Kraljeva palača
Prvo kraljevo hišo na tem mestu je zgradil kralj Karel I. Ogrski po letu 1325. V drugi polovici 14. stoletja jo je njegov sin, kralj Ludvik I. Ogrski, razširil v palačo.
V zadnji tretjini 14. stoletja sta kralj Ludvik in njegov naslednik Sigismund Luksemburški dala porušiti večino prejšnjih stavb in zgradila nov, razkošen kompleks palač, katerega obsežne ruševine so vidne še danes. Palačni kompleks je bil razporejen na kvadratnem tlorisu 123 x 123 m. S severne strani je nanjo mejil park, z južne strani pa frančiškanski samostan, ki ga je leta 1424 ustanovil kralj Sigismund. V času Ludvika I. in Sigismunda je bila palača uradna rezidenca madžarskih kraljev do približno 1405–08.
Med letoma 1477 in 1484 je dal Matija Korvin prezidati kompleks palače v poznogotskem slogu. Za dekoracijo je bil uporabljen italijanski renesančni arhitekturni slog, ki se je prvič pojavil v Evropi zunaj Italije. Po obleganju Turkov leta 1544 je palača zapadla v ruševine. Do 18. stoletja jo je v celoti prekrila zemlja. Njeno izkopavanje se je začelo leta 1934 in se nadaljuje še danes.
Rekonstruirana stavba kraljeve rezidence je odprta za javnost in hrani razstave o zgodovini palače in rekonstruirani zgodovinski notranjosti.

### Hrib Sibrik
Ruševine tega vojaškega taborišča so vidne zunaj Višegrada, na severu, na hribu, ki gleda na Donavo. Kamp ima trikotno tlorisno zasnovo. Zgrajen je bil v prvi polovici 4. stoletja kot ena izmed pomembnih utrdb ob limesu, meji Rimskega cesarstva. Njegov pretorij (stavba poveljnika) je bila zgrajena konec 4. stoletja. V začetku 5. stoletja je rimska vojska zapustila vojaški tabor.
V 10. in 11. stoletju je utrdba, prezidana v grad, postala regionalno središče nedavno ustanovljene madžarske države. Kot ime tega regionalnega središča se prvič pojavi Visegrád (1009). Utrdba je bila dokončno uničena leta 1242 zaradi mongolske invazije na Evropo.

## Galerija
- Hrib Sibrik
- Kraljeva palača, Matijev vodnjak
- Park kraljeve palače
- Panorama z gradu
- Višegrajski grad